# Ivor Bueb
Ivor Bueb (n. 6 iunie 1923 – d. 1 august 1959) a fost un pilot englez de Formula 1 care a evoluat în Campionatul Mondial între anii 1957 și 1959.